# Mark Lombardi
Mark Lombardi (* 23. März 1951 in Syracuse, New York; † 22. März 2000 in Williamsburg, Brooklyn, ebenda) war ein US-amerikanischer Künstler, der vor allem mit seinen in Handarbeit gefertigten Soziogrammen bekannt wurde, die politisch-ökonomische Machtstrukturen in ästhetisch aufbereiteter Form darstellen.

## Leben
Während seines Studiums der Kunstgeschichte an der Syracuse University wurde mit der Watergate-Affäre sein Interesse an politischen Skandalen geweckt. In Houston arbeitete er 1975 am Museum for Contemporary Arts als Assistent von Direktor Jim Harithas. Ab 1976 war Lombardi als Bibliothekar in einer öffentlichen Bücherei tätig. Er abonnierte bis zu fünf Tageszeitungen und las mehrere Bücher pro Woche, mit Vorliebe solche von Investigativ-Journalisten wie Pete Brewton (The Mafia, CIA & George Bush, 1992) oder Jonathan Kwitny (The Crimes of Patriots: A True Tale of Dope, Dirty Money and the CIA, 1987), die nach jahrelanger Recherche und mitunter großen persönlichen Risiken Skandale in Politik und Wirtschaft aufdeckten.
Lombardi durchforstete dabei in der Regel Inhaltsverzeichnisse der Bücher, entnahm die Namen der Schlüsselpersonen und übertrug Aktivitäten auf Karteikarten. Zu Lebzeiten sammelte Mark Lombardi ungefähr 14.000 Karteikarten an. Lombardis Recherchen wurden immer zeit- und arbeitsintensiver und mündeten bald in erste Skizzen und schließlich in grafische Großformate. Seine Informationen bezog er aus Gründen der Glaubwürdigkeit und zu seiner Sicherheit ausschließlich aus öffentlich zugänglichen Medien.
Lombardis Arbeiten wurden einem immer größeren Publikum bekannt. Im Jahr 2000 sollten sie auch in großen und bekannten Galerien und Museen in New York ausgestellt werden. Nur wenige Wochen vor der Ausstellung im New Yorker Museum PS 1 wurde sein Meisterwerk BCCI–ICIC & FAB, 1972–1991 durch das Anspringen der Sprinkleranlage seines Ateliers, dessen Hintergründe nie geklärt wurden, zerstört. Er arbeitete eine Woche lang Tag und Nacht, um das Werk wiederherzustellen, damit es doch noch auf der Ausstellung gezeigt werden konnte. Drei Wochen nach dem Ereignis mit der Sprinkleranlage, also wenige Tage nach der Ausstellung, fand man Mark Lombardi erhängt in seinem Atelier. Seine damalige Lebensgefährtin sagte in einem Interview, Mark hätte zur Rekonstruktion des BCCI-Bildes nicht unerhebliche Mengen Paracetamol eingenommen und kaum geschlafen. Nach dem Fund seines Leichnams durften seine Eltern zwei Mal zu ihm, wobei der Mutter auffiel, dass einige Gegenstände und die Nachrichten auf seinem Anrufbeantworter verschwunden waren. Der Gerichtsmediziner und die Polizei ordneten Lombardis Tod als Suizid ein. Heute ist bekannt, dass Lombardi längere Zeit von der US-Bundespolizei FBI überwacht worden ist und Drohanrufe erhalten hat.

## Soziogramme
Seine detailliert gezeichneten Diagramme über politische Machtstrukturen, Finanzintrigen und Skandale hielt er stets auf dem Laufenden. Beispiele hierfür sind etwa die Verflechtungen von BCCI, Lincoln Savings, World Finance Corporation, die Vatican Bank, Opus Dei, Silverado Savings, George W. Bush und Harken Energy. Die revolutionäre künstlerische Innovation bestand in der ästhetischen Veranschaulichung komplexer Machtstrukturen und mafiöser Netzwerke. Schon auf den ersten Blick kann man klare Strukturen zwischen den verschiedenen Institutionen und Personen erkennen.
Die Soziogramme bestehen zum Teil aus bis zu dreihundert Namen aus dem Umfeld wie auch dem inneren Kreis bekannter Konzerne einschließlich politischer und terroristischer Netzwerke. Pfeile stellen die Verbindungen der Personen zueinander dar. Für die meist kurvenförmigen Verbindungen verwendete er eine Schablone. Kurze Hinweise und Angaben ergänzen Namen und Pfeile. Schwarze Linien markieren den allgemeinen Verlauf des Geschehens sowie wirtschaftliche Transaktionen, rote Markierungen stehen für Klagen, Bestechungen und kriminelle Handlungen. Lombardi nannte seine Diagramme „narrative structures“.
Das National Security Archive in Washington und die internationale Antikorruptionsagentur Transparency International mit Sitz in Berlin äußerten Interesse an Lombardis Nachlass.

## Zitate
- Dass der Mann kein Verschwörungstheoretiker war, sondern im Gegenteil detektivisch genau recherchierte, beweist die Wirkung seiner Bilder. Ein Journalist des Wall Street Journal, der über die Bush-bin-Laden-Connection recherchierte, soll geschlagene vierzig Minuten vor einer Grafik Lombardis verbracht haben und immer wieder »Oh, mein Gott« gemurmelt haben.[3]
- Auf Lombardis Visitenkarte stand: »Todesverachtende Akte der Kunst und der Verschwörung«.[3]

## Publikation
- Lombardi, Mark: Global Networks. Independent Curators International (ICI), New York 2002, ISBN 0-916365-67-0.

## Filme
- Mark Lombardi – Kunst und Konspiration. Dokumentarfilm, Deutschland,  2012, 79 Min., Buch und Regie: Mareike Wegener, Produktion: Titus Kreyenberg, unafilm, Kinostart: 31. Mai 2012, deutsche Erstsendung: 8. Januar 2014 bei arte in 55 Min., Inhaltsangabe von ARD, Besprechung:[4].
- Konspirative Kunst: Ein Film über Leben und Werk des Mark Lombardi. Fernseh-Reportage, Deutschland, 2012, Produktion: 3sat, Redaktion: kulturzeit, Erstsendung: 6. Juni 2012 bei 3sat, Inhaltsangabe von 3sat, (Memento vom 10. Februar 2013 im Webarchiv archive.today).